# VK Partizan
El Vaterpolo klub Partizan Raiffeisen (VK Partizan) es el club de waterpolo de la Sociedad Deportiva Partizan de Serbia con sede en la ciudad de Belgrado.

## Historia
El club fue fundado en 1946 en la ciudad de Belgrado. Con 7 títulos de campeón de Europa es junto con el Mladost Zagreb el club de waterpolo con más títulos de campeón de Europa. El club está patrocinado por Meridian.
Compite en la piscina SC Banjica de Belgrado. Sus colores son el negro y el blanco.

## Palmarés
- 29 veces campeón de la liga de Yugoslavia de waterpolo masculino/Liga de Serbia de waterpolo masculino (1963, 1964, 1965, 1966, 1968, 1970, 1972, 1973, 1974, 1975, 1976, 1977, 1978, 1979, 1984, 1987, 1988, 1995, 2002, 2007, 2008, 2009, 2010, 2011, 2012, 2015, 2016, 2017, 2018)
- 26 veces campeón de la copa de Yugoslavia de waterpolo masculino/copa de Serbia de waterpolo masculino (1973, 1974, 1975, 1976, 1977, 1979, 1982, 1985, 1987, 1988, 1990, 1991, 1992, 1993, 1994, 1995, 2002, 2007, 2008, 2009, 2010, 2011, 2012, 2016, 2017, 2018)
- 6 veces campeón de la liga de Yugoslavia de waterpolo masculino de Invierno (1963, 1965, 1968, 1969, 1971, 1972)
- 7 veces campeón de la Copa de Europa de waterpolo masculino (1963–64, 1965–66, 1966–67, 1970–71, 1974–75, 1975–76, 2010-11)
- 1 vez campeón del Copa COMEN (1989)
- 2 vez campeón de la Supercopa de Europa de waterpolo masculino (1991, 2011)
- 1 vez campeón de la Copa LEN de waterpolo masculino (1997-98)
- 1 vez campeón de la Recopa de Europa de waterpolo masculino (1990)
- 2 veces campeón de la Euro-Inter League (2009-10, 2010/11)
- 2 veces campeón de la Copa Tom Hoad (2006, 2011)

## Jugadores destacados
- Dusan Mandic
- Filip Filipovic
- Milan Aleksic